# Église de Mằng Lăng
L'église de Mằng Lăng (littéralement église du plateau du Mausolée) est une église paroissiale catholique au Viêt Nam dépendant du diocèse de Quy Nhơn dans la province de Phú Yên. Elle se trouve dans le village de Hội Phú qui dépend du district rural de Tuy An à quelques kilomètres de la mer et de la ville de Chí Thạnh. Tuy Hòa se trouve à 35 kilomètres.

## Historique et description
L'endroit est un lieu de pèlerinage, car c'est ici que le jeune catéchiste André de Phú Yên a vécu avant d'être décapité en 1644 sous les yeux du Père Alexandre de Rhodes, devenant ainsi le premier martyr du Viêt Nam. En rentrant en Europe, le P. de Rhodes publie un ouvrage à Rome en 1652 relatant la vie du jeune André. Il a été béatifié en l'an 2000 par Jean-Paul II.
L'une des premières chrétiennes de l'endroit est l'épouse du gouverneur local, la princesse Ngoc Lien, qui reçoit le baptême en 1636 sous le nom de Marie-Madeleine. Elle fonde une chapelle qui est desservie par les missionnaires et plusieurs familles chrétiennes viennent former un village.
La région connaît des persécutions en 1885 en représailles à l'expédition du Tonkin. Le village est érigé en paroisse à part entière, lorsque le R.-P. Joseph Lacassagne des Missions étrangères de Paris y construit une église en 1892. Sa statue orne le parvis de l'ancienne mission où il est inhumé en 1900.
Celle-ci est typiquement de style néogothique français avec deux tours jumelles entourant une rosace au-dessus du portail. Elle n'est pas de grandes dimensions, mais l'entourage verdoyant lui donne un certain charme, ainsi que ses vitraux à l'intérieur. Une statue du bienheureux André est installée dans le narthex. L'église se trouve dans un jardin de 5 000 m2.
Devant l'église, se trouve un réseau de grottes aux parois sculptées relatant la vie et le martyre du jeune André qui aboutissent à une crypte.
L'église dessert en outre un orphelinat et une école.

## Livre en écriture nationale vietnamienne
C'est ici - dans ce qui était un poste de mission - que le P. de Rhodes a écrit le premier livre en latin avec la traduction vietnamienne en regard, rédigée en caractères latins, selon la transcription inventée par lui, le Quốc ngữ, qui est à l'origine de l'alphabet national vietnamien. Il le publie la même année - mais après - que son Dictionarium Annamiticum Lusitanum et Latinum.
Le livre dont le titre est Cathechismus in octo dies divisus (Catéchisme divisé en huit jours) avec la traduction vietnamienne en regard Phép giảng tám ngày est exposé dans une vitrine. Il a été imprimé à Rome en 1651.